# Laodameia (Tochter des Bellerophon)
Laodameia (altgriechisch Λαοδάμεια Laodámeia) ist in der griechischen Mythologie die Tochter des Bellerophon.
Sie ist die Schwester von Isandros und Hippolochos sowie von Zeus die Mutter des Sarpedon. Nachdem Bellerophon bei den Göttern in Ungnade gefallen war, wird sie während des Webens von Artemis getötet, während ihr Bruder Isandros im Kampf gegen Ares fiel.
Bei Diodor heißt sie Deidameia, Dictys Cretensis nennt nicht Zeus, sondern Xanthos als Vater ihres Sohnes.